# 充中
充中，汉朝时代荆州的部落。
汉章帝建初三年（78年）冬，溇中蛮覃兒健等反汉，攻烧零阳（今慈利县）、作唐（今安乡县）、孱陵（今公安县）之界。第二年（79年）春，发动荆州七郡及汝南郡、颍川郡弛刑徒吏士五千余人，拒守零阳，募充中五里蛮精夫不叛者四千人，击澧中贼。建初五年（80年）春，斩覃兒健。汉安帝元初二年（115年），澧中蛮因为郡县徭税失平，怀怨连结充中诸种二千余人，攻城杀死长吏。州郡赵募五里蛮六亭兵将他们击破。第二年（116年）秋，溇中、澧中蛮四千人和零陵蛮羊孙、陈汤等千余人，著赤帻，称将军，反汉。州郡招募顺从朝廷讨平。